# Dimidium facti, qui coepit, habet
Dimidium facti, qui coepit, habet: la frase, tradotta letteralmente, significa "chi comincia è a metà del lavoro" (Orazio, Epist., I, 2, 40) e corrisponde al nostro "Chi ben comincia, è alla metà dell'opera".